# Bảo tàng Vùng quê Kielce ở Kielce
Bảo tàng Vùng quê Kielce ở Kielce (tiếng Ba Lan: Muzeum Wsi Kieleckiej w Kielcach) là một bảo tàng dân tộc học tọa lạc tại số 6 phố John Paul II, Kielce, Ba Lan. Các hoạt động của bảo tàng này tập trung vào việc thu thập, bảo vệ và giới thiệu các di tích văn hóa dân gian có nguồn gốc từ tỉnh Świętokrzyskie, trong đó đặc biệt nhấn mạnh đến kiến trúc dân gian và quảng bá văn hóa dân gian cho công chúng.

## Lịch sử
Bảo tàng Vùng quê Kielce ở Kielce được thành lập vào ngày 21 tháng 8 năm 1976. Bảo tàng bắt đầu hoạt động độc lập vào ngày 1 tháng 1 năm 1977. Trụ sở chính của ban quản lý bảo tàng nằm bên trong một tòa nhà điều hành và cuộc triển lãm mới của bảo tàng được bố trí ở phía sau của Trang viên Laszczyk lịch sử ở Kielce.

## Các chi nhánh của bảo tàng
Bảo tàng Vùng quê Kielce bao gồm các chi nhánh sau đây:
- Trang viên Laszczyk ở Kielce
- Công viên Dân tộc học ở Tokarnia - đã được ghi danh vào Sổ đăng ký các di tích bất động trong tỉnh Świętokrzyskie của Viện Di sản Quốc gia Ba Lan[2]
- Trang trại Czernikiewicz ở Bodzentyn
- Lăng mộ Liệt sĩ của các ngôi làng Ba Lan ở làng Michniów
- Cối xay gió được xây dựng bằng đá ở làng Szwarszowice